# Masdevallia olmosii
Masdevallia olmosii är en orkidéart som beskrevs av Willibald Königer och Sijm. Masdevallia olmosii ingår i släktet Masdevallia och familjen orkidéer.
Artens utbredningsområde är Panamá. Inga underarter finns listade i Catalogue of Life.